# تشاك ريد آش
تشاك ريد آش هو سياسي أمريكي، ولد في 28 ديسمبر 1915، وتوفي في 3 مارس 1991 في كانتون في الولايات المتحدة. نشط حزبياً في الحزب الجمهوري. وقد انتخب عضو مجلس نواب أوهايو ‏.